# Sulforafan
Sulforafan je protitumorna in protimikrobna učinkovina, ki jo vnesemo v telo z uživanjem zelenjave kot je brstični ohrovt, brokoli, cvetača, koleraba, redkvica,... 
Encim mirosinaza med žvečenjem zelenjave, ko se le-ta poškoduje, pretvori eno izmed sestavin, imenovano glukorafanin (ki spada med glukozinolate), v sulforafan. Kalčki brokolija in cvetača sta še posebej bogata z glukorafaninom.
Protitumorna učinokovitost sulforafana naj bi bila povezana z aktivacijo encimov II faze pri presnovi. 
| glukorafanin | → | (–)-(R)-sulforafan |